# Matthew Boulton
Matthew Boulton (Birmingham, 4 de septiembre de 1728-18 de agosto de 1809) fue un empresario de Birmingham que había heredado un negocio de metalurgia.
Se asoció con James Watt, inventor de la máquina de vapor, fabricando la primera máquina y creó las plantas Soho, cerca de Birmingham.

## Honores
- Ingresó en la Royal Society el 24 de noviembre de 1785.